# Лавлейс, Джон, 2-й барон Лавлейс
Джон Лавлейс, 2-й барон Лавлейс (англ. John Lovelace, 2nd Baron Lovelace; 1616 — 25 ноября 1670) — английский дворянин и политический деятель, 2-й барон Лавлейс (с 1634 года).

## Биография
Джон Лавлейс был вторым сыном Ричарда Лавлейса, 1-й барона Лавлейс и его второй жены Маргарет Додуорт, дочери торговца Уильяма Додуорта.
В 1632 году поступил в Крайст-черч, один из колледжей Оксфордского университета. 
Спустя два года, в апреле 1634 года унаследовал отцовский титул и поместья, как барон Лавлейс.
Во время Английской революции Джон Лавлейс поддержал роялистов, встав на сторону короля Карла I. Как представитель короля он участвовал в переписке с лидерами сторонников парламента, в частности графом Эссексом и Генри Вейном. Из-за своих действий по приказу парламента он был арестован и отправлен в Тауэр, но после уплаты штрафа в 4000 фунтов стерлингов, снижения которого он добился после пересмотра дела он был освобождён.
После реставрации монархии в 1660 году престол занял король Карл II, который назначил его лордом-лейтенантом Беркшира, должность которого он занимал до конца жизни. Помимо этого он также был хранителем старого колоевского дворца в Вудстоке.
Скончался 25 ноября 1670 года в возрасте 54 лет, был похоронен в Херли.

## Семья
Был женат на Анне Уэнтворт, старшей дочери Томаса Уэнтворта, 1-й графа Кливленд и его первой жены, леди Анны Крофт. У супругов был 4 детей (1 сын и 3 дочери). Единственный сын Джон (1640—1693) унаследовал титул отца, а также был членом парламента и участником «Славной революции».